# Krečaves
Krečaves is een plaats in de gemeente Sveti Ivan Zelina in de Kroatische provincie Zagreb. De plaats telt 270 inwoners (2001).